# Crespano del Grappa
Crespano del Grappa är en ort och var en kommun i provinsen Treviso i regionen Veneto i Italien. Kommunen upphörde den 30 januari 2019 och bildades tillsammans med Paderno del Grappa den nya kommunen Pieve del Grappa. Den tidigare kommunen hade 4 541 invånare (2018).